# Golgol Mebrahtu
Golgol Mebrahtu (Kartúm, 1990. augusztus 28. –) szudáni származású ausztrál labdarúgó, az ausztrál Bentleigh Greens játékosa.

## Pályafutása

### Klubcsapatokban
Mebrahtu Kartúmban született, de családjával kilenc éves korában Ausztráliába, Brisbane-be menekült az etióp–eritreai háború elől.
2009 júniusában hároméves szerződést kötött az ausztrál élvonalban szereplő  Gold Coast United csapatában. Érdekesség, hogy a csapat edzője, Miron Bleiberg korábbi felderítő útjáról ismerte a játékost és ezt követően szorgalmazta szerződtetését.
A 2012–2013-as szezont megelőzően igazolt a Melbourne Heart együtteséhez, ahol két szezont töltött el. 2014. február 2-án bontották fel a szerződését, így szabadon igazolható játékossá vált. A 2013-2014-es szezonban bekerült a csapat Bajnokok Ligája keretébe is, és bár pályára nem lépett, tagja volt a sorozatot megnyerő csapatnak. 2014. március 5-én a Western Sydney Wanderers igazolta le, ahol a hosszú időre kidőlő Tahj Minniecont kellett helyettesítenie.
2016. május 5-én felbontották a szerződését. Az ausztrál élvonalban 62 találkozón négy gólt ért el.
Ezt követően a cseh élvonalban szereplő Mladá Boleslavhoz igazolt. 14 mérkőzésen 6 gólt szerzett a 2017–18-as szezonban, majd a csapatnál történt edzőváltást követően a kevés játéklehetőség miatt távozott a csapattól. 2018. augusztus 20-án bejelentették, hogy egyéves szerződést írt alá a Sparta Praha csapatával. Mindössze hét bajnokin lépett pályára a prágai klubban.
2019 nyarán a magyar élvonalban szereplő Puskás Akadémia igazolta le. A 2019–20-as idényben a bronzérmes csapat tagjaként 17 mérkőzésen 1 gólt szerzett. 2020 őszén a klub közös megegyezéssel szerződést bontott vele. 2021 januárjában a Brisbane Roar csapata igazolta le. 2022. január 11-én az indonéz élvonalbeli PSM Makassar szerződtette.

### A válogatottban
2011-ben pályára lépett az ausztrál U23-as válogatottban egy Japán elleni felkészülési mérkőzésen. Az Eritreai labdarúgó-szövetség képviselői 2018 augusztusában megkeresték, hogy játsszon szülőföldjének válogatottjában.

## Statisztikája az ausztrál A-League-ben
| Klub                     | Szezon                | Bajnokság     | Bajnokság | Országos kupa | Országos kupa | Ázsiai Bajnokok Ligája | Ázsiai Bajnokok Ligája | Összesen      | Összesen |
| Klub                     | Szezon                | Pályára lépés | Gól       | Pályára lépés | Gól           | Pályára lépés          | Gól                    | Pályára lépés | Gól      |
| ------------------------ | --------------------- | ------------- | --------- | ------------- | ------------- | ---------------------- | ---------------------- | ------------- | -------- |
| Gold Coast United        | 2009–10               | 6             | 0         | –             | –             | –                      | –                      | 6             | 0        |
| Gold Coast United        | 2010–11               | 8             | 0         | –             | –             | –                      | –                      | 8             | 0        |
| Gold Coast United        | 2011–12               | 12            | 0         | –             | –             | –                      | –                      | 12            | 0        |
| Gold Coast United        | Összesen              | 26            | 0         | –             | –             | 0                      | 0                      | 26            | 0        |
| Melbourne Heart          | 2012–13               | 14            | 4         | –             | –             | –                      | –                      | 14            | 4        |
| Melbourne Heart          | 2013–14               | 12            | 0         | –             | –             | –                      | –                      | 12            | 0        |
| Melbourne Heart          | Összesen              | 26            | 4         | –             | –             | 0                      | 0                      | 26            | 4        |
| Western Sydney Wanderers | 2013–14               | 1             | 0         | –             | –             | 0                      | 0                      | 1             | 0        |
| Western Sydney Wanderers | 2014–15               | 1             | 0         | 0             | 0             | 0                      | 0                      | 1             | 0        |
| Western Sydney Wanderers | 2015–16               | 7             | 0         | 1             | 1             | –                      | –                      | 8             | 1        |
| Western Sydney Wanderers | Összesen              | 9             | 0         | 1             | 1             | 0                      | 0                      | 10            | 1        |
| Az A-ligában összesen    | Az A-ligában összesen | 62            | 4         | 1             | 1             | 0                      | 0                      | 63            | 5        |

## Sikerei, díjai
Gold Coast United
- National Youth League: 2009–10

 Western Sydney Wanderers
- Bajnokok Ligája-győztes: 2014

 Puskás Akadémia
- Magyar labdarúgó-bajnokság bronzérmes: 2019–20[16]